# 也门行政区划

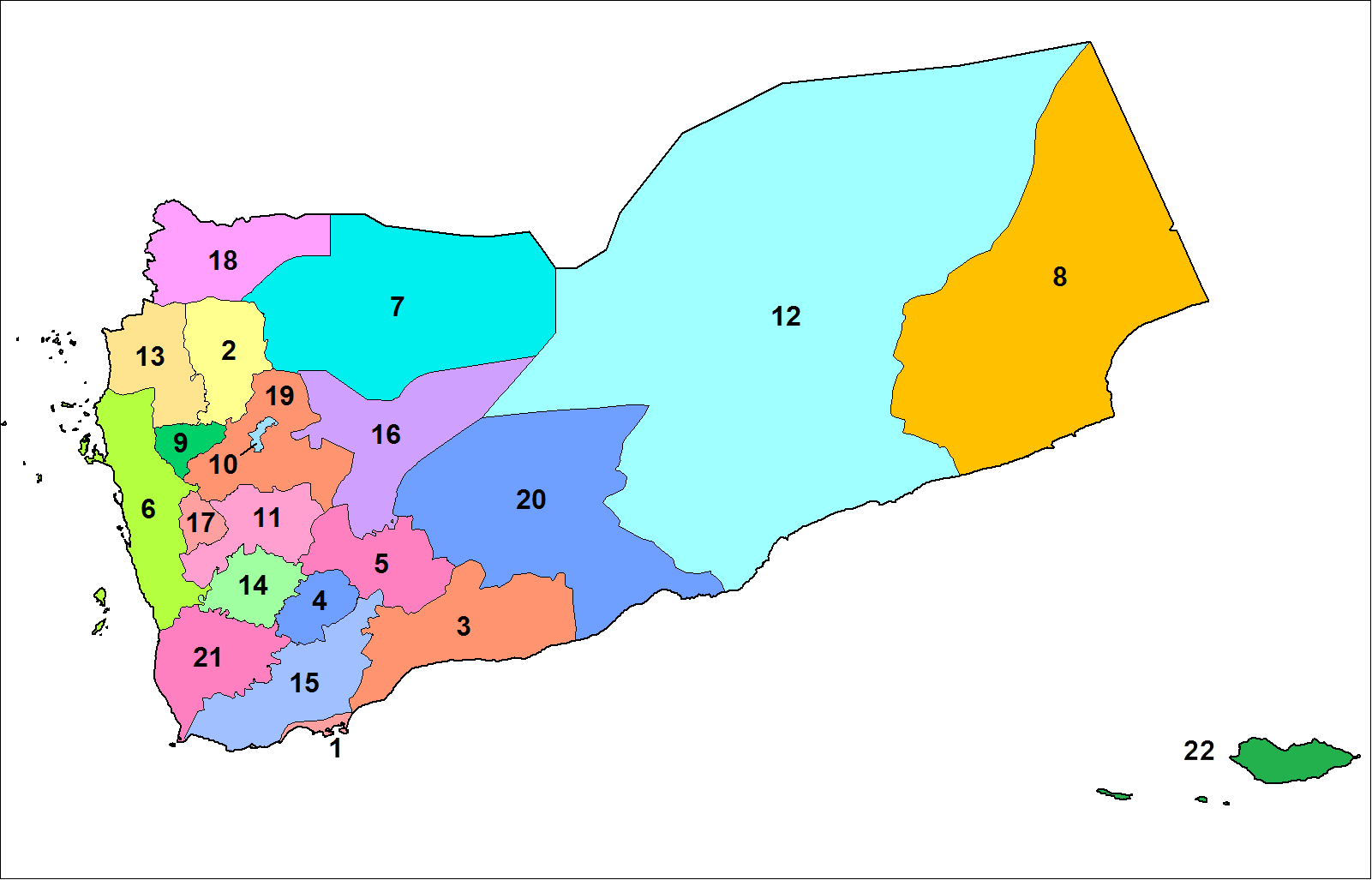
也门行政区划

也门行政区划为21个省 (阿拉伯語區劃名)和1个直辖市。

## 原北也門
2. 阿姆兰省（Amrān）
4. 达利阿省（Ad-Dāli）
5. 贝达省（Al-Baydā）
6. 荷台达省（Al-Hudaydah）
7. 焦夫省（Al-Jawf）
9. 迈赫维特省（Al-Mahwīt）
11. 扎马尔省（Dhamār）
13. 哈杰省（Hajjah）
14. 伊卜省（Ibb）
16. 马里卜省（Ma'rib）
17. 赖马省（Raimah）
18. 萨达省（Sa'dah）
19. 萨那省（San'ā）
21. 塔伊兹省（Ta'izz）

## 原南也門
1. 亚丁省（Adan）
3. 阿比扬省（Abyān）
8. 迈赫拉省（Al-Mahrah）
12. 哈德拉毛省（Hadramawt）
15. 拉赫季省（Lahij）
20. 舍卜沃省（Shabwah）
22. 索科特拉省（Socotra，2013年自哈德拉毛省析置）

## 直辖市
10. 薩那市（Amanat Al Asimah）

## 聯邦制
2014年2月11日，也門政府宣布將實行聯邦制，22個省改組成6個大區：
1. 哈德拉毛區，由哈德拉毛、夏卜瓦和索克特拉合併而成，首府穆卡拉；
2. 薩巴，由焦夫、馬里蔔和貝達省合併而成，首府薩巴；
3. 亞丁區，由亞丁、阿比揚、拉哈傑和達利阿省組成，首府亞丁；
4. 津德區，包括原塔茲和伊卜省，首府塔茲；
5. 阿扎勒區，由薩達、阿姆蘭和扎瑪律三省組成，首府沙那；
6. 塔哈馬區，包括荷台達、哈賈、馬哈威特和利馬四省，首府荷台達。[1]